# 贝尔格莱德围城战 (1521年)
貝爾格勒圍城戰（Siege of Belgrade）發生於1521年6月25日至8月29日，鄂圖曼帝國蘇丹蘇萊曼一世率領大軍圍困匈牙利王國的要塞重鎮貝爾格勒。該要塞的城牆經過連日的地雷與攻城重砲的轟炸之下遭到破壞，最後鄂圖曼軍隊在損失輕微的情況下攻陷貝爾格勒。日後這座城市成為蘇萊曼進軍歐洲的重要基地與當地總督的所在地，在鄂圖曼帝國的統治下貝爾格勒成為歐洲大城之一。貝爾格勒的陷落最終導致了摩哈赤戰役，使鄂圖曼帝國征服大部分匈牙利王國的領土。